# Valle del Boite
La Valle del Bóite (Val de la Guóite in ladino cadorino, talvolta semplicemente Valboite) è una valle dolomitica della provincia di Belluno, percorsa dall'omonimo torrente Boite, che nasce in località Campo Croce ai piedi della Croda Rossa d'Ampezzo nel Parco naturale regionale delle Dolomiti d'Ampezzo.

## Geografia fisica

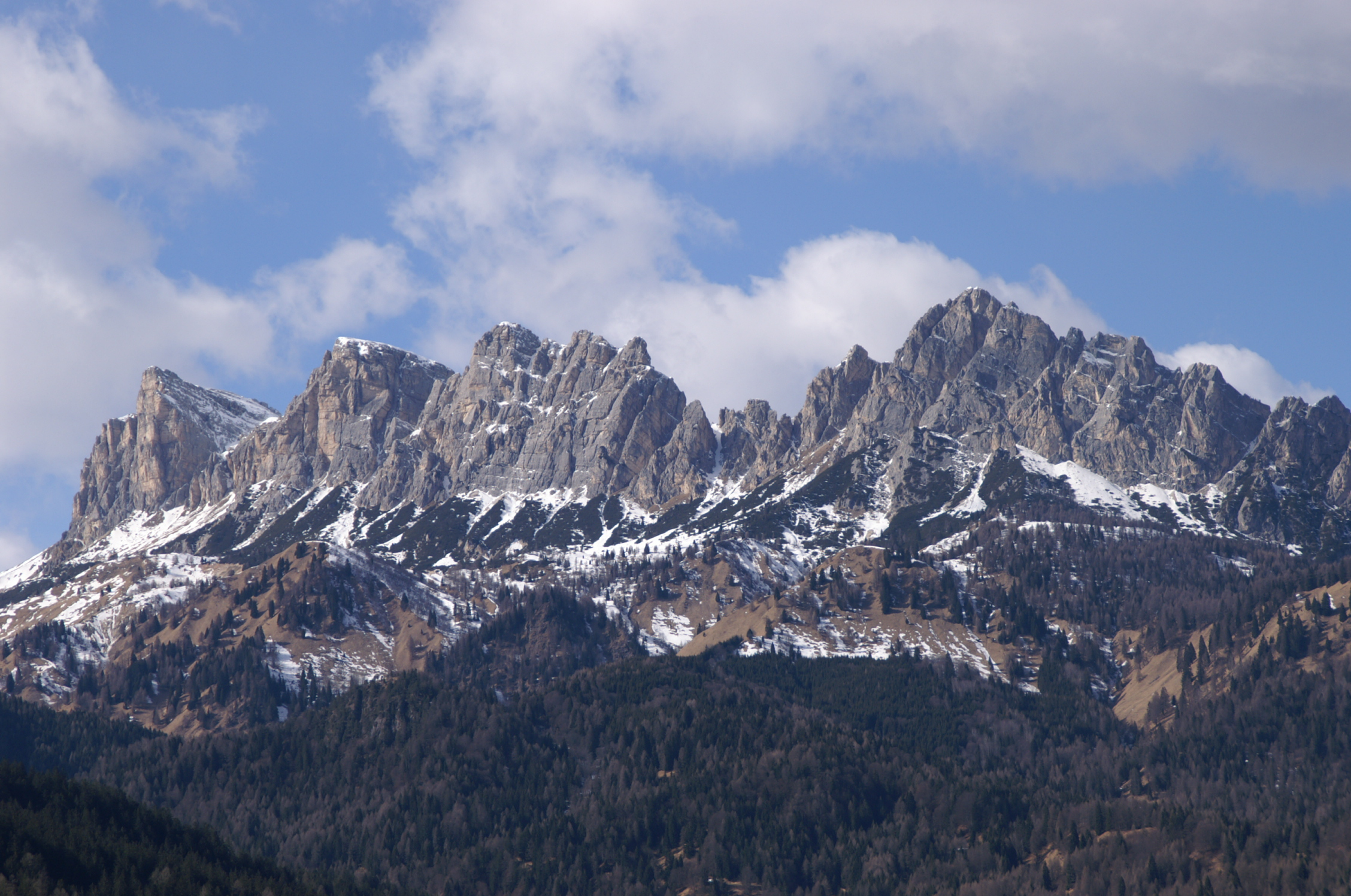
Panoramica verso (da sinistra) la Rocheta di Prendera, de la Ruoibes, Sorarù e Cianpolongo.

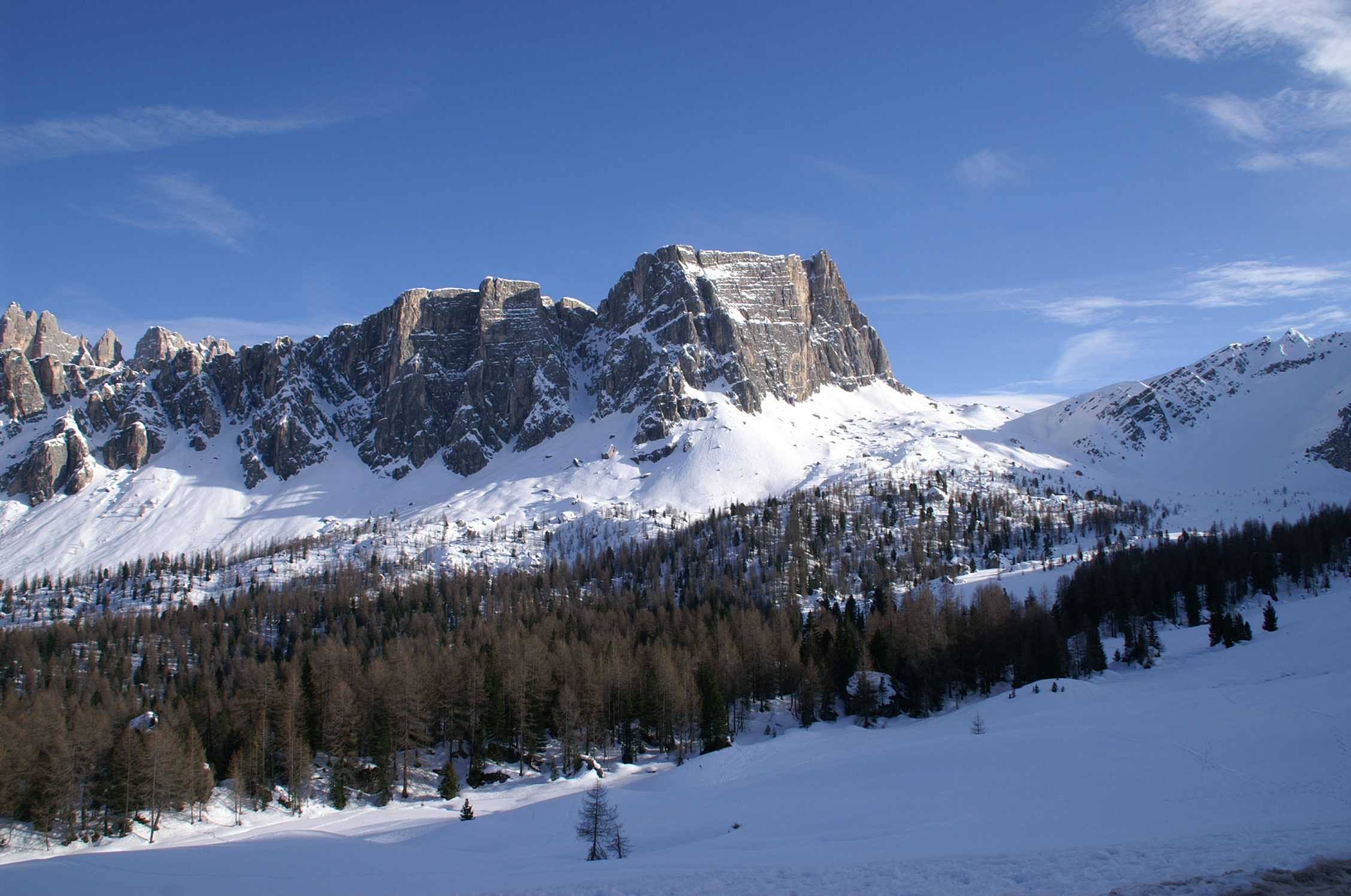
I Lastoi de Formin dai pressi del passo Giau.

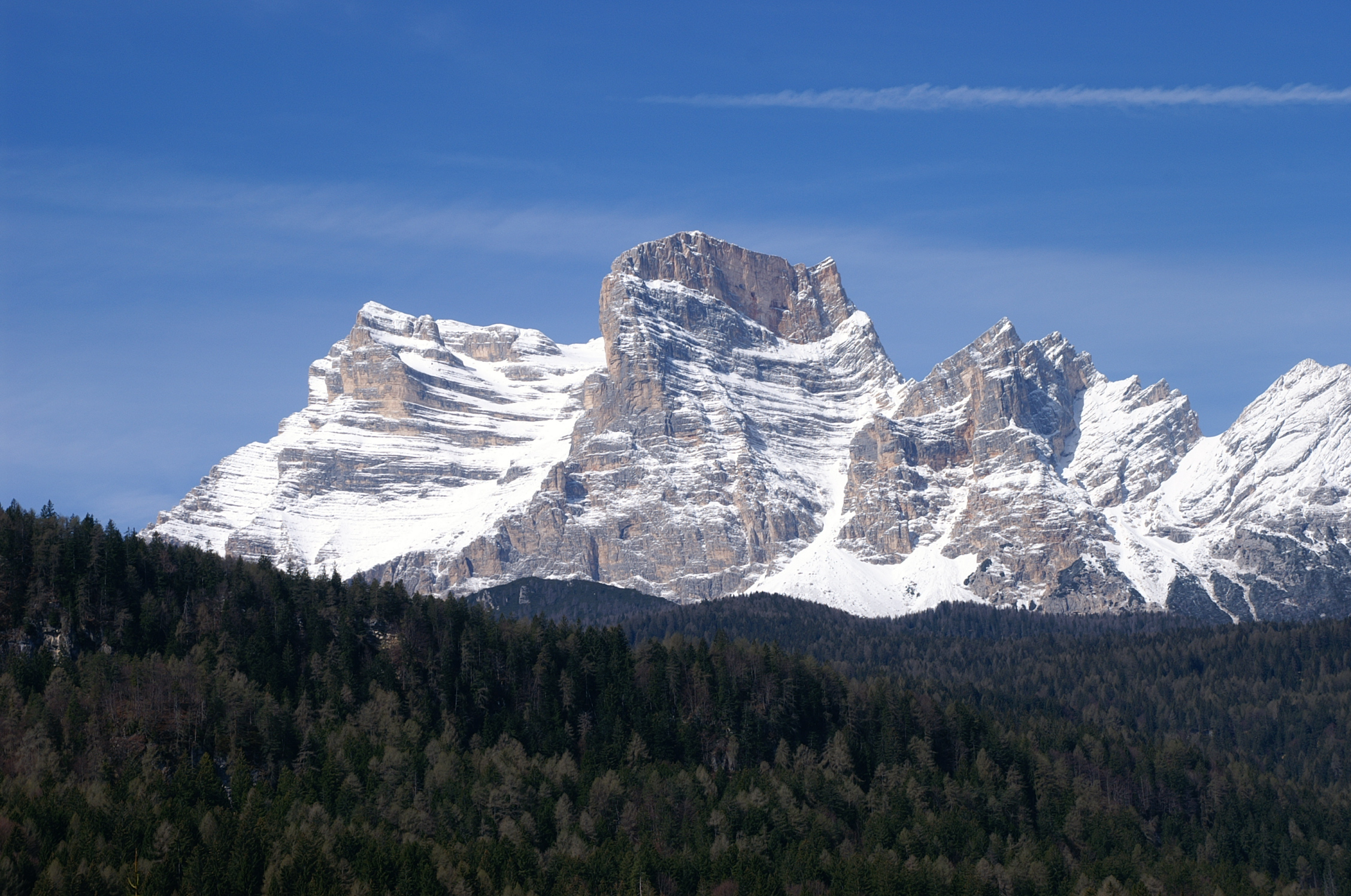
Il Pelmo da Vodo di Cadore.

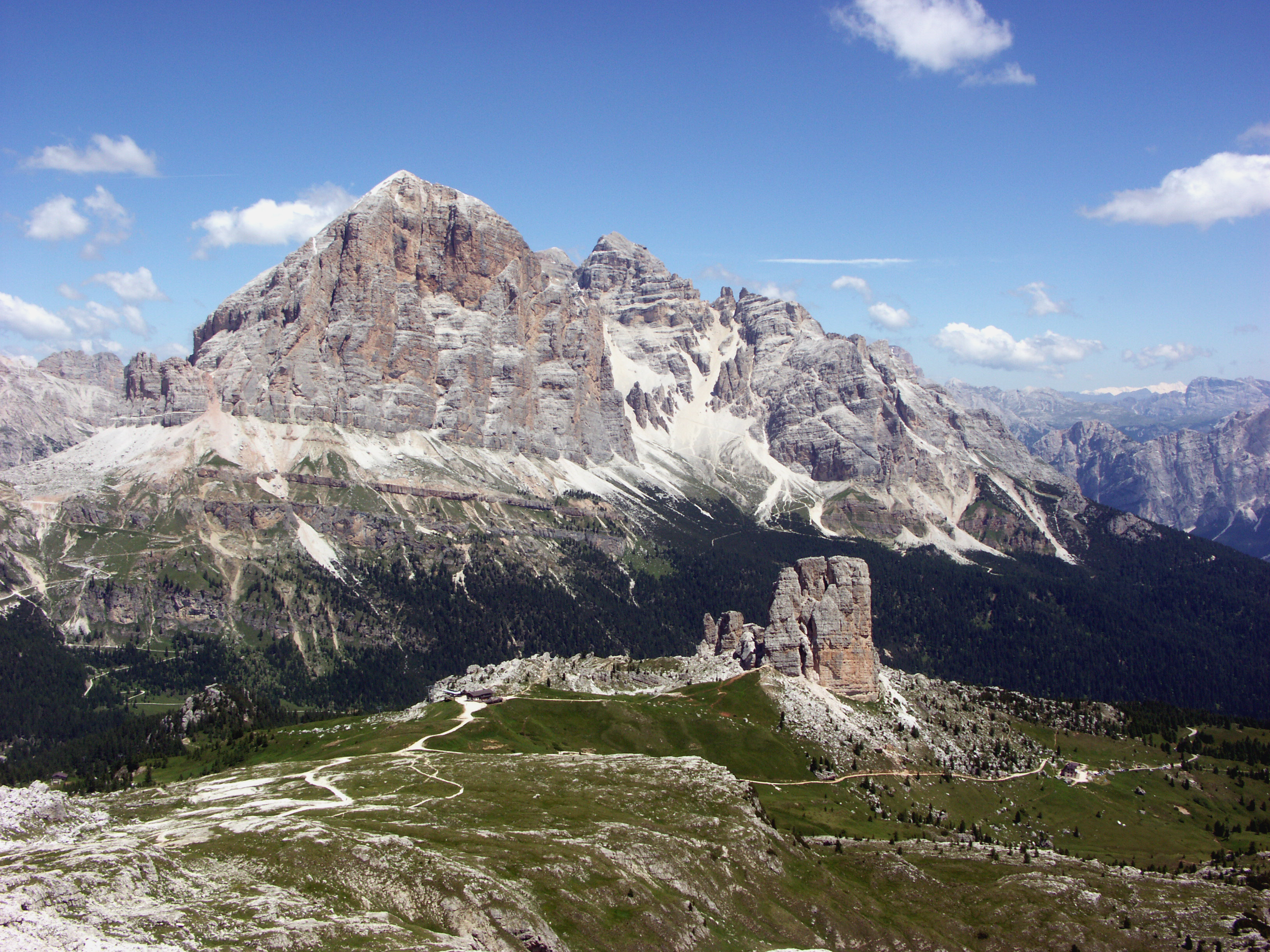
Le Cinque Torri e le Tofane.

La valle, nel suo tratto iniziale, corrisponde alla conca d'Ampezzo in cui sorge Cortina, piega poi a sudest attraversando i paesi di San Vito di Cadore, Serdes, Borca, Villanova, Cancia, Vodo, Vinigo e Peaio per poi piegare ancora verso est-nordest attraversando Venas e Valle di Cadore per concludere alla confluenza del Piave presso Perarolo.
Presenta, specialmente nel primo tratto, fianchi molto ripidi, motivo per cui la gran parte degli abitati non sorge sul fondo, ma si arrocca sui versanti, principalmente il sinistro. Sostanzialmente da essa si possono ammirare tutte le cime oltre i 3.200 m delle Dolomiti Orientali: risalendo la valle si aprono scorci sui famosi gruppi dolomitici dell'Antelao (3.264 m), del Pelmo (3.168 m), del Monte Rite (2.183 m), delle Marmarole Occidentali (2.926 m), del Sorapiss (3.205 m), della Croda da Lago (2.715 m), del Nuvolau (2.575 m), delle Cinque Torri (2.361 m), delle Tofane (3.244 m), del Pomagagnon (2.450 m), del Cristallo (3.221 m) e della Croda Rossa d'Ampezzo (3.146 m). Da Valle, nonché da Serdes frazione di San Vito, è ben visibile anche il gruppo Cima dei Preti-Duranno (2.703 m).
Per un breve tratto della statale d'Alemagna, fra Pieve e Valle, è anche visibile il Civetta (3.220 m), ai piedi del quale sono state ritrovate delle iscrizioni rupestri che attestano il confine occidentale del Municipium Julium Carnicum, municipio della Regio X Venetia et Histria al quale il Cadore apparteneva. Straordinario punto panoramico sull'intera valle e sulle dolomiti circostanti è il Monte Rite, tanto da essere stato scelto da Reinhold Messner quale sede del museo, fra quelli del circuito Messner Mountain Museum, dedicato alla roccia.

### Valli laterali
Le principali laterali della val Boite sono:
- Val Costeana, alla cui testata vi è il Passo Falzarego, percorsa dalla Strada Statale 48 delle Dolomiti.
- Val Travenanzes.
- Val di Fanes.
- Val Felizon, alla cui testata vi è il Passo Cimabanche, percorsa dalla Strada Statale 51 di Alemagna.

### Idrografia
La valle è bagnata da numerosi rii e torrenti, i principali sono:

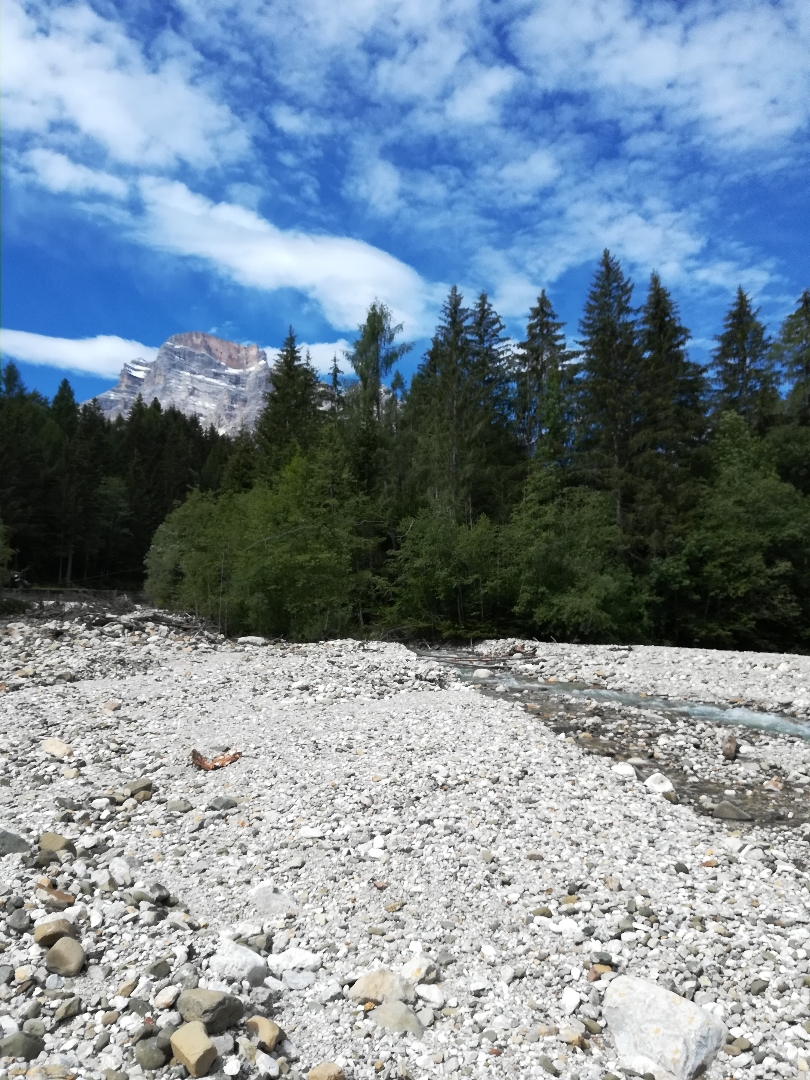
Il rio Orsolina con sullo sfondo il Pelmo

- Rio Felizon
- Rio Fanes
- Rio Travenanzes
- Rio Costeana
- Rio Orsolina
- Rio Assola
- Rio Rudan
- Rite
- Torrente Vallesina.

e da diversi bacini:
- Lago di Valle di Cadore
- Lago di Vodo di Cadore
- Lago Mosigo

## Infrastrutture e trasporti
Interamente percorsa dalla strada statale 51 di Alemagna e dalla ciclabile delle Dolomiti, all'altezza di Cortina d'Ampezzo è attraversata dalla strada statale 48 delle Dolomiti. È inoltre collegata alla val d'Ansiei dal passo Tre Croci, alla val Pusteria dal passo Cimabanche, alla val Fiorentina dal passo Giau e all'Alto Cordevole dal passo Falzarego. La val di Zoldo è invece raggiungibile attraverso forcella Cibiana. Fino al 1964 la valle era attraversata dalla Ferrovia delle Dolomiti.

## Storia
Due grandi eventi hanno condizionato in modo particolare la storia della valle, la Guerra della Lega di Cambrai, alla conclusione della quale la Repubblica di Venezia perse il territorio di Ampezzo, che divenne così parte del Sacro Romano Impero allora retto dall'imperatore Massimiliano I d'Asburgo, e la prima guerra mondiale, alla conclusione della quale Ampezzo entrò a far parte del Regno d'Italia.

## Galleria d'immagini

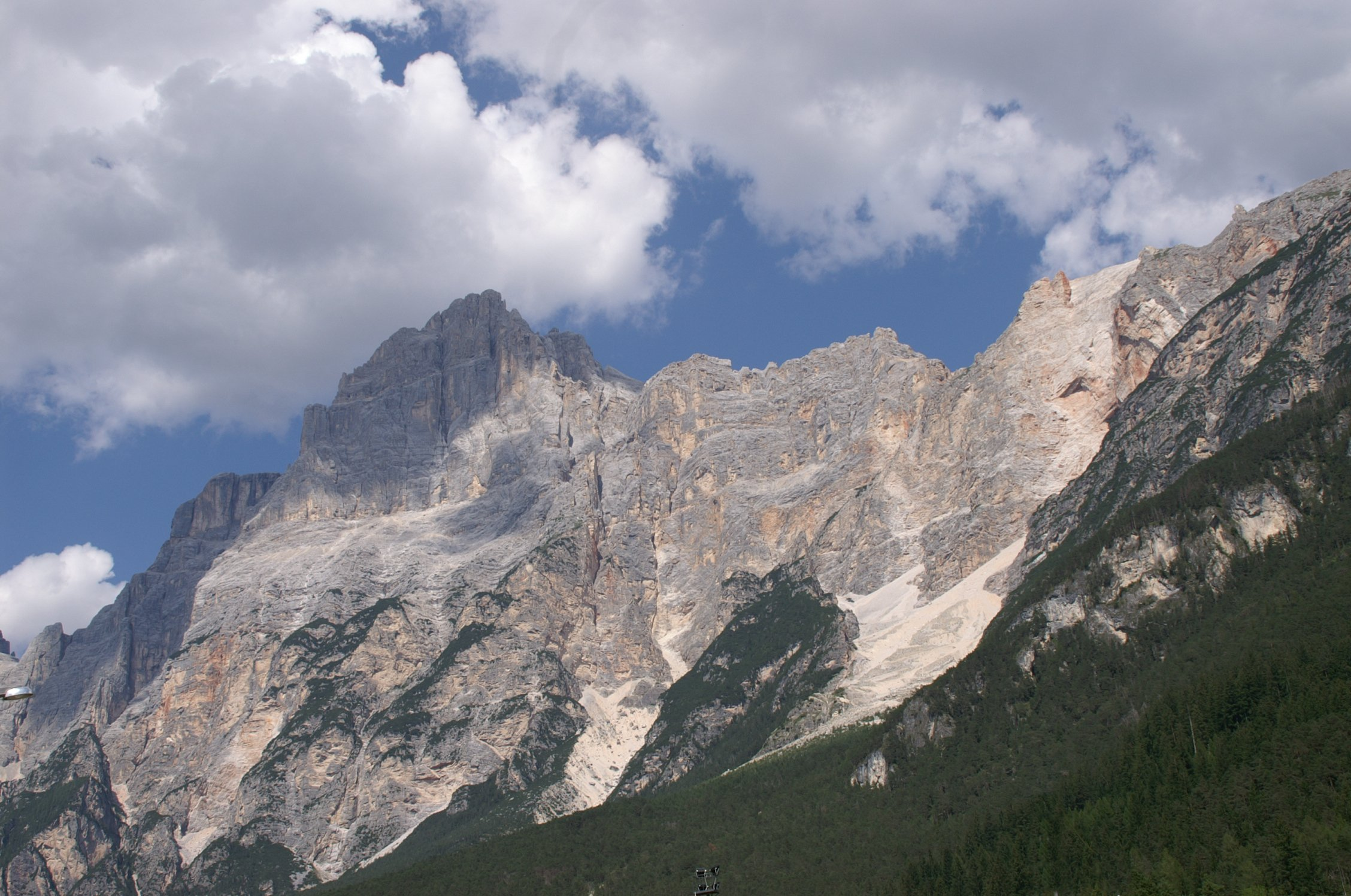
La Croda Marcora e Punta dei Ross
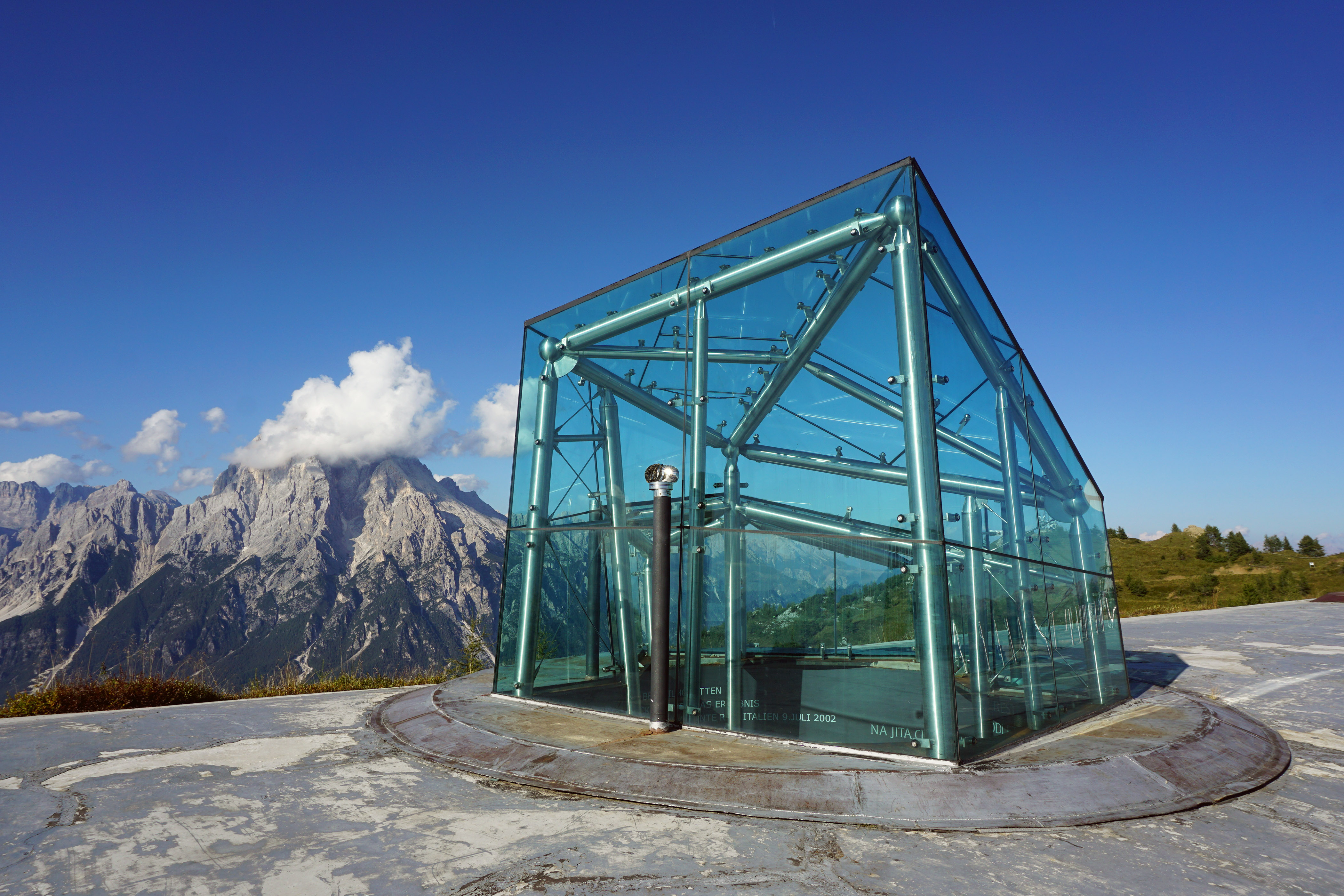
Il Museo Nelle Nuvole su Monte Rite (MMM)
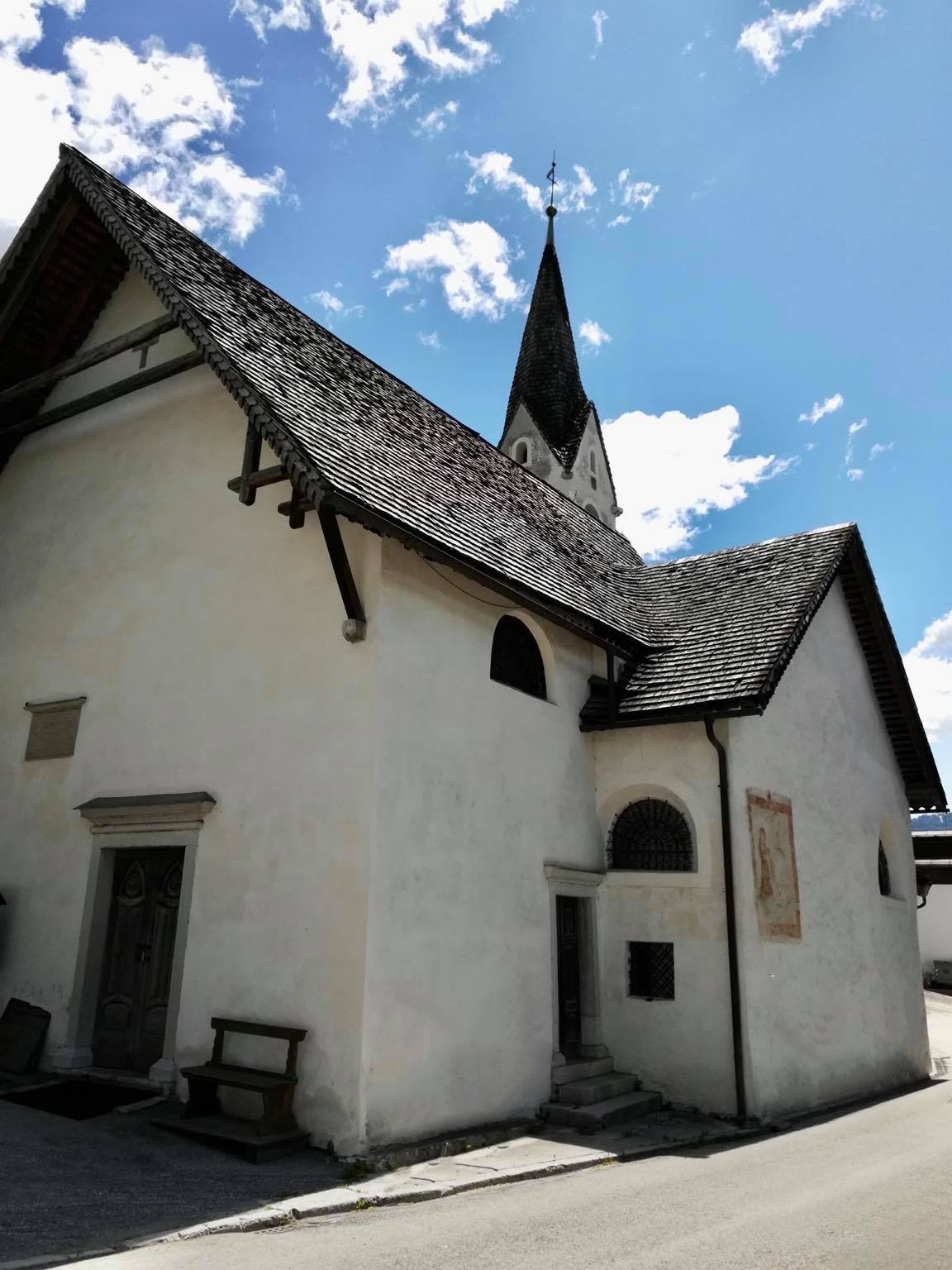
La chiesa della Madonna della Difesa a San Vito di Cadore